# Diana Markosian
Diana Markosian (née en 1989) est une artiste russo-américaine d'origine arménienne, travaillant comme photographe documentaire, écrivaine et cinéaste.
Elle est connue pour ses photographies, comme Inventing My Father, sur la relation qu'elle entretient avec son père, et 1915, sur le génocide arménien.

## Vie privée
Diana Markosian est née à Moscou. En 1996, elle déménage en Californie avec sa mère et son frère, tandis que son père reste en Russie,,. Elle étudie l'histoire des arts à l'Université de l'Oregon et obtient son diplôme avec mention très bien. Puis, elle décroche son master en journalisme à l'Université de Columbia en 2010.

### Incident en Azerbaïdjan
En 2011, Diana Markosian a été envoyée en Azerbaïdjan en tant que photojournaliste pour Bloomberg News, mais l'entrée dans ce pays, qui était en guerre contre l'Arménie, lui a été refusée[réf. nécessaire]. Les autorités ont déclaré qu'elles ne pourraient pas lui fournir la « sécurité » nécessaire en raison de ses origines et de son nom arménien,. En effet, Diana Markosian est bien d'origine arménienne, cependant elle ne possède pas pour autant la nationalité. 

## Photojournalisme
Son travail peut être aperçu dans des publications telles que National Geographic, World Policy Journal, The New York Times, Foreign Policy, ainsi que le magazine britannique The Times. Ses travaux ont également été utilisés par des organisations non gouvernementales internationales comme Human Rights Watch et Amnesty International,.

### Prix
Diana Markosian a remporté le prix annuel de photographie décerné par la Columbia University Graduate School of Journalism (l'école supérieure de journalisme de l'Université de Columbia) en 2010. En 2013, elle est sélectionnée pour participer à un programme éducatif, le Joop Swart Masterclass organisé par World Press Photo, un organisme à but non lucratif. La même année, elle décroche une somme d'argent pour son essai, My Father The Stranger.. En 2015, elle a été la première à recevoir le prix Chris Hondros du photographe émergent. La même année, le British Journal of Photography l'a sélectionnée pour son projet Ones to Watch, "une sélection de 19 créateurs d'images émergents, choisis parmi une liste de près de 750 nominations".,. En 2016, elle a été nommée pour rejoindre l’agence Magnum Photos. En 2019, elle a remporté la première place au concours organisé par World Press Photo dans la catégorie enjeux contemporains.